# T.D. Jakes
Thomas Dexter Jakes, född 9 juni 1957, är en amerikansk pastor och författare som är biskop av The Potter's House, en icke-konfessionell amerikansk megakyrka belägen i Dallas i Texas.
T.D. Jakes har bakgrund inom oneness-rörelsen och förnekade treenigheten, men har senare kommit att närma sig den klassiska kristendomen i synen på treenighetsläran.